# Municipio de Eglon
El municipio de Eglon (en inglés: Eglon Township) es un municipio ubicado en el condado de Clay en el estado estadounidense de Minnesota. En el año 2010 tenía una población de 508 habitantes y una densidad poblacional de 5,45 personas por km².

## Geografía
El municipio de Eglon se encuentra ubicado en las coordenadas 46°51′31″N 96°15′2″O / 46.85861, -96.25056. Según la Oficina del Censo de los Estados Unidos, el municipio tiene una superficie total de 93.16 km², de la cual 88,27 km² corresponden a tierra firme y (5,25 %) 4,89 km² es agua.

## Demografía
Según el censo de 2010, había 508 personas residiendo en el municipio de Eglon. La densidad de población era de 5,45 hab./km². De los 508 habitantes, el municipio de Eglon estaba compuesto por el 97,24 % blancos, el 0,39 % eran amerindios, el 0,2 % eran asiáticos, el 0,2 % eran isleños del Pacífico, el 0,2 % eran de otras razas y el 1,77 % eran de una mezcla de razas. Del total de la población el 0 % eran hispanos o latinos de cualquier raza.